# Sellebjerg (hovedgård)
 For alternative betydninger, se Sellebjerg. (Se også artikler, som begynder med Sellebjerg)
Sellebjerg er en gammel hovedgård, som nævnes første gang i 1231. Sellebjerg var krongods fra 1231 til 1536.
Gården er beliggende ca. 10 km øst for Odense mellem Birketved og Marslev i Birkende Sogn, Bjerge Herred, Kerteminde Kommune (tidligere Langeskov Kommune). Hovedbygningen blev opført i 1845, men er nedrevet i 1961-1964, det er en sidefløj til den gammel bygning, der nu er ombygget til hovedbygning. Gården er i dag kendt for sin produktion af sur- og sødkirsebær som har været produceret på ejendommen siden 1955.
Sellebjerg Gods er på 207,7 hektar

## Ejere af Sellebjerg
- (1231-1536) Kronen
- (1536-1548) Peder Ebbesen Galt
- (1548-1589) Forskellige Ejere
- (1589-1629) Lage Urne
- (1629-1640) Margrethe Lauridsdatter Norby gift Bille / Abel Lauridsdatter Norby gift Basse
- (1640-1654) Margrethe Lauridsdatter Norby gift Bille / Mogens Kaas
- (1654-1656) Mogens Kaas
- (1656) Kirsten Mogensdatter Kaas gift Parsberg
- (1656-1674) Niels Parsberg
- (1674-1684) Kirsten Mogensdatter Kaas gift Parsberg
- (1684-1689) Slægten Parsberg
- (1689-1696) Jens Steen Sehested
- (1696) Hans von Løwenhielm
- (1696-1734) Hans Brockenhuus von Løwenhielm
- (1734-1740) Slægten von Løwenhielm
- (1740-1752) Caspar Christoffer Hansen Brockenhuus von Løwenhielm
- (1752-1767) Morten Møller
- (1767-1770) Hans Mortensen Møller
- (1770-1774) Peter von Westen
- (1774-1777) Sophie Hedevig Juul
- (1777-1781) Frederik Ludvig Juul
- (1781) Anders Sehested
- (1781-1787) Niels Andersen Sehested
- (1787-1793) Anders Nielsen Sehested
- (1793-1811) Jens Magnus Berg
- (1811-1815) Simon Hempel
- (1815-1825) C. R. J. Schubert
- (1825-1826) Den Danske Stat
- (1826-1831) Jørgen Pedersen Hvenegaard / Lars Pedersen Hvenegaard
- (1831-1855) Jørgen Pedersen Hvenegaard
- (1855-1877) Karen Langkilde gift Hvenegaard
- (1877) Caroline Jørgensdatter Hvenegaard gift Lassen
- (1877-1912) Peter Vilhelm Ludvig Lassen
- (1912-1936) Jørgen Christian Hvenegaard Lassen
- (1936-1951) Halvor Hvenegaard Lassen
- (1951-1985) Holger Hvenegaard Lassen
- (1985-1993) Bodil Kirsten Paludan gift Hvenegaard Lassen
- (1993-) Søren Hvenegaard Lassen

## Ekstern henvisninger
- Historien om Selleberg Gods (pdf.) Arkiveret 23. september 2007 hos  Wayback Machine
- J. P. Trap: Danmark 5.udgave, Kraks Landburg
- Fortællinger fra Selleberg. Bog, Østfyns Museer.